# اریک لمینگ

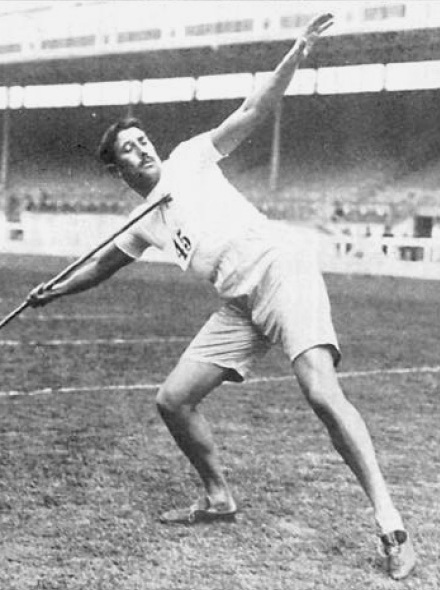

اریک لمینگ (به سوئدی: Eric Lemming) ورزشکار مرد رشتهٔ دو و میدانی اهل سوئد است. وی در بین سال‌های ‎۱۹۰۸ تا ۱۹۱۲ میلادی در مسابقات بازی‌های المپیک تابستانی در مجموع ۳ مدال طلا را کسب کرد.